# Svarttjärnen (Grangärde socken, Dalarna)
Svarttjärnen är en sjö i Ludvika kommun i Dalarna och ingår i Norrströms huvudavrinningsområde.